# Ohotsko morje
Ohotsko morje (rusko Охо́тское мо́ре, latinizirano: Ohótskoje móre; japonsko オ ホ ー ツ ク 海, latinizirano: Ohōtsuku-kai) je robno morje zahodnega Tihega oceana. Leži med ruskim polotokom Kamčatka na vzhodu, Kurilskimi otoki na jugovzhodu, japonskim otokom Hokaido na jugu, otokom Sahalin na zahodu in odsekom vzhodne sibirske obale na zahodu in severu. Severovzhodno je zaliv Šelihova. Morje je dobilo ime po Ohotskem, prvem ruskem naselju na Daljnem vzhodu.

## Geografija
Ohotsko morje pokriva površino 1.583.000 kvadratnih kilometrov, s srednjo globino 859 metrov in največjo globino 3372 metrov. Povezano je z Japonskim morjem na obeh straneh Sahalina: na zahodu skozi Sahalinski zaliv in Tatarski preliv oz. Preliv Nevelskega ter na jugu skozi La Pérousov preliv.
Pozimi plovbo po Ohotskem morju ovirajo ledene plošče. Ledene plošče nastanejo zaradi velike količine sladke vode iz reke Amur, ki znižuje slanost zgornjih nivojev in pogosto dviguje ledišče morske površine. Porazdelitev in debelina ledenih plošč je odvisna od številnih dejavnikov: lokacije, letnega časa, vodnih tokov in temperature morja.
Hladen zrak iz Sibirije tvori morski led na severozahodu Ohotskega morja. Ko se tvori led, ta izriva sol v globlje plasti. Ta težka voda teče proti vzhodu proti Tihemu oceanu in prenaša kisik in hranila, kar podpira obilno življenje v morju. Ohotsko morje se je od predindustrijskih časov ponekod segrelo tudi za 3 stopinje Celzija, kar je trikrat hitreje od svetovne povprečja. Ogrevanje zavira nastajanje morskega ledu in tudi poganja populacije rib na sever. Ulov lososa na severni japonski obali se je v zadnjih 15 letih zmanjšal za 70 %, medtem ko se je ulov ruskega lososa štirikrat povečal.
Z izjemo Hokaida, enega od japonskih domačih otokov, je morje z vseh strani obdano z ozemljem, ki ga upravlja Ruska federacija. Južni Sahalin in Kurilske otoke je Japonska upravljala do leta 1945. Japonska trdi, da so južni Kurilski otoki njihovi in jih imenuje severna ozemlja.
- Gallery
- Zaliv Nagajevo blizu Magadana, Rusija
- Narodni park Širetoko na obali Hokaida, Japonska

## Obseg
Mednarodna hidrografska organizacija opredeljuje meje Ohotskega morja na naslednji način:
Na jugozahodu. Severovzhodna in severna meja Japonskega morja [v prelivu La Perouse (Sôya Kaikyô). Linija, ki povezuje Sôni Misaki in Nishi Notoro Misaki (45 ° 55'S). Od rta Tuik (51 ° 45'S) do rta Suščeva].
Na jugovzhodu. Linija, ki poteka od Nosyappu Saki (rt Noshap, 43 ° 23'N) na otoku Hokusyû (Yezo) skozi Kurilske ali Tisimske otoke do rta Lopatka (južna točka Kamčatke) tako, da so vse ozke vode med Hokusyûjem in Kamčatko  vključene v Ohotsko morje.

## Otoki
Nekateri otoki Ohotskega morja so precej veliki, vključno z drugim največjim japonskim otokom Hokaido in največjim ruskim otokom Sahalin. Praktično vsi morski otoki so bodisi v obalnih vodah bodisi pripadajo različnim otokom, ki tvorijo verigo Kurilskih otokov. Ti spadajo pod nesporno japonsko ali rusko lastništvo ali sporno lastništvo med Japonsko in Rusijo. Otok Joni (rusko Остров Ионы, latinizirano: Ostrov Ioni) je edini otok, ki je v odprtih vodah in spada v Habarovski okraj Ruske federacije. Večina morskih otokov je nenaseljenih, zaradi česar so idealna gojišča za tjulnje, morske leve, morske ptice in drugo morsko otoško favno. Velike kolonije z več kot milijonom posameznih čopastih alk (Aethia cristatella) uporabljajo Ohotsko morje kot gnezdišče.